# غراهام إدواردز
غراهام إدواردز (19 سبتمبر 1970 في زيمبابوي - ) (بالإنجليزية: Graham Edwards)‏ هو لاعب كريكت زيمبابوي. لعب مع Matabeleland cricket team ‏.

## وصلات خارجية
- غراهام إدواردز على موقع إي آس بي آن كريك إنفو (الإنجليزية)